# Jadwiga Mizińska
Jadwiga Mizińska (ur. 19 grudnia 1945 w Opolu Lubelskim) – profesor zwyczajny, kierownik Zakładu Socjologii Wiedzy w Instytucie Filozofii UMCS w Lublinie. 

## Życiorys
Absolwentka polonistyki i pedagogiki Uniwersytetu Marii Curie-Skłodowskiej w Lublinie, na którym obroniła doktorat i habilitację. Od czterech kadencji Prezes Lubelskiego Oddziału Polskiego Towarzystwa Filozoficznego. Członek Polskiego Towarzystwa Etycznego. Inicjatorka i współredaktorka serii wydawniczej "Lubelskie Odczyty Filozoficzne". Członek Kolegium Redakcyjnego, a następnie redaktor naczelna czasopisma Colloquia Communia. Uczestniczka seminarium "Filozofia Nauki" PAN. W swoim dorobku posiada ponad 200 artykułów, rozpraw naukowych i recenzji. Krąg zainteresowań: socjologia wiedzy, antropologia filozoficzna, filozofia kultury, etyka, filozofia literatury, filozofia pedagogiki. 
Wybrane książki naukowe:
- Sztuka prowadzenia sporów. Aksjologiczne przesłanki dialogu, Lublin 1993
- Świadomość czasu zwichniętego. Filozoficzne troski współczesności, Lublin 1994[1]
- Uśmiech Hioba, Lublin 1998
- Imiona Losu, Lublin 1999
- Herbert-Odyseusz, Lublin 2001
- Wina i wybaczenie. Jak możliwa jest przemiana zła w dobro?, Toruń 2007[2]
- Filozofia pocieszenia, Kraków 2008 (Seria Filozoficzno-Humanistyczna "Myśli ocalone", pod red. Tadeusza Sławka, t. I)
- Unde bonum? Unde malum? Eseje o metafizyce duchowości, Lublin 2015[3]

Przekłady
- M. A. Maslin. Rosja-Wielki Nieznajomy. „Colloquia Communia”. 2 (77), Lipiec-grudzień 2004. Tłum.: Jadwiga Mizińska, Halina Rarot. Wydawnictwo Adam Marszałek. (pol.).brak numeru strony

Twórczość:
- Duchy domu, Lublin 2006[4]
- Wąż w ogrodzie, Lublin 2019